# هبورك (الديس)
'

تعديل مصدري - تعديل

هبورك هي إحدى قرى عزلة الديس بمديرية الديس التابعة لمحافظة حضرموت، بلغ تعداد سكانها 666 نسمة حسب تعداد اليمن لعام 2004.